# Leiocephalus psammodromus
Leiocephalus psammodromus (теркс-кайкоська ігуана-крутихвіст) — вид ігуаноподібних ящірок родини Leiocephalidae. Ендемік Островів Теркс і Кайкос.

## Підвиди
Виділяють шість підвидів:
- Leiocephalus psammodromus psammodromus Barbour, 1920;
- Leiocephalus psammodromus aphretor Schwartz, 1967;
- Leiocephalus psammodromus apocrinus Schwartz, 1967;
- Leiocephalus psammodromus cacodoxus Schwartz, 1967;
- Leiocephalus psammodromus hyphantus Schwartz, 1967;
- Leiocephalus psammodromus mounax Schwartz, 1967.

## Поширення і екологія
Теркс-кайкоські ігуани-крутихвости мешкають на островах Теркс і Кайкос на крайньому південному сході Багамського архіпелагу. Вони живуть в прибережних чагарниках, серед опалого листя. Живляться іншими ящірками і плодами. Відкладають яйця.

## Збереження
МСОП класифікує цей вид як вразливий. Leiocephalus psammodromus загрожує хижацтво з боку інтродукованих кішок, яке вже призвело до зникнення їх популяцій на деяких островах.